# Mirror site
Mirror site is het derde studioalbum van de Nederlandse band Cliffhanger.
Het album werd net als de vorige twee opgenomen in de Studio Chateau te Tilburg, maar ook in de geluidsstudio bij zanger-gitarist Rinie Huigen thuis. Na dit album gooide de muziekgroep het bijltje erbij neer wegens muzikale meningsverschillen over hoe het verder moest.

## Musici
- Rinie Huigen – zang, gitaar
- Gijs Koopman – basgitaar, baspedalen, toetsinstrumenten
- Dick Heijboer – toetsinstrumenten
- Hans Boonk – slagwerk

Met
- Marc Brassé – elektronische blaasinstrumenten op Rainforest

## Muziek
| Nr. | Titel                                      | Duur  |
| --- | ------------------------------------------ | ----- |
| 1.  | Rainforest (Heijboer)                      | 7:16  |
| 2.  | The final frontier (Huigen)                | 4:57  |
| 3.  | Mirror site, part 1 (Koopman)              | 11:35 |
| 4.  | Mirror site, part 2 (Heijboer)             | 9:51  |
| 5.  | Mirror site, part 3 (Koopman)              | 5:23  |
| 6.  | Sunday afternoon (Koopman)                 | 4:27  |
| 7.  | Truce (Huigen)                             | 4:43  |
| 8.  | The undiscovered country (Koopman, Huigen) | 8:51  |